# Commandant Grek, Gevangenen van de Tijd
Commandant Grek, Gevangenen van de Tijd is een stripalbum uit de Storm serie. In 1976 bedachten Martin Lodewijk en Don Lawrence een nieuwe sciencefiction-reeks. Het eerste verhaal werd echter afgekeurd door uitgeverij Oberon, waarna Don Lawrence en Martin Lodewijk opnieuw begonnen. Hun tweede poging was Storm.
Het album bevat elementen die later in de Storm-reeks zouden terugkomen. Grek, een astronaut, maakt een ruimtevlucht en maakt daarbij per ongeluk een reis door de tijd. Bij terugkomst op Aarde blijken de oceanen opgedroogd en zijn vissen tot vismensen geëvolueerd die op het droge leven en de mensheid tot slaven hebben gemaakt. Er is een op Roodhaar lijkende vrouw en samen met haar organiseert hij het verzet tegen de vismensen. De mensen winnen deze strijd maar op het moment dat de leider der vismensen Kundar in het nauw gedreven wordt door Grek, verandert deze Grek telepatisch in een vismens. Kundar was een verstandig man die zich realiseerde dat Grek op deze manier zowel de problemen van de mensen als de vismensen zou onderkennen en een eerlijk leiderschap aan beide rassen kon bieden.
Het album werd in 1984 als 0-nummer aan de Storm-reeks toegevoegd.